# Cubonia brachyasca
Cubonia brachyasca är en svampart som först beskrevs av Marchal & É.J. Marchal, och fick sitt nu gällande namn av Pier Andrea Saccardo 1889. Cubonia brachyasca ingår i släktet Cubonia och familjen Ascobolaceae.   Inga underarter finns listade i Catalogue of Life.